# Boana xerophylla
Boana xerophylla (Duméril & Bibron, 1841) è una specie di anfibio anuro appartenente alla famiglia Hylidae.
La specie è endemica dell'America meridionale, ed è distribuita tra il Brasile settentrionale, Guyana francese, Guyana, Suriname e Venezuela a sud del fiume Orinoco.

## Tassonomia
Boana xerophylla venne inizialmente descritta nel 1841 come Hyla xerophylla, venendo tuttavia considerata per decenni durante il XX secolo come sinonimo di Boana crepitans fino al 2017, quando fu riproposta alla comunità scientifica come specie separata.
Dal 2021, le popolazioni di B. xerophylla che occupano il territorio a nord del fiume Orinoco sono state classificate come una nuova specie, Boana platanera. Una popolazione del Suriname dopo essere stata talvolta indicata come Boana fuentei venne successivamente classificata come sinonimo di Boana xerophylla.

## Description
La specie si caratterizza per la colorazione dorsale che varia dal marrone scuro al verde. La sua SVL (in inglese snout–vent length, "lunghezza parziale dalla punta del muso alla cloaca") misura 49,69 mm.